# Rafael Beltrán Ausó
Rafael Beltrán Ausó (Alacant, 7 d'octubre de 1856 - 21 de setembre de 1925) fou un advocat i polític alacantí, diputat a les Corts Espanyoles durant la restauració borbònica.
Fill del líder republicà Gaspar Beltrán Mayor, des del 1878 exercí d'advocat i el 1880 fou nomenat secretari del Partit Republicà Possibilista a Alacant, però el 1895 l'abandonà per a ingressar al Partit Liberal, partit amb el qual fou elegit membre de la Diputació provincial el 1896 i president de la Diputació el 1897-1898. També fou president de la Reial Societat Econòmica d'Amics del País, cosa que li va permetre influir en el cens electoral. Fou nomenat senador per Alacant el 1899 i el 1901, i elegit diputat per Alacant a les eleccions generals espanyoles de 1903 i 1905. El 1909 es va arrenglerar amb el sector liberal demòcrata encapçalat per José Canalejas y Méndez, i a la seva mort fou l'home de confiança del comte de Romanones a Alacant.
Fou un dels polítics més influents de l'època a Alacant, membre del patronat de la Caixa d'Estalvis d'Alacant, soci de la Lliga de Contribuents, del Sindicat de Recs de l'Horta, membre de la Cambra Agrícola Provincial, president del Casino d'Alacant i de la Junta d'Obres del Port d'Alacant, vicepresident i principal accionista de Riegos de Levante (19189 i d'altres societats clau que subministraven aigua i electricitat a la ciutat d'Alacant. Fou novament nomenat senador el 1918, 1919 i 1920, i elegit diputat a les eleccions generals espanyoles de 1923.